# Brunnera
Genre
Classification phylogénétique
Brunnera est un genre de plantes herbacées vivaces rhizomateuses de la famille des Boraginacées. Il est originaire d'Asie occidentale.

## Description
Les feuilles, cordées ou ovales, sont portées par un long pétiole à la base de la plante, mais réduit en hauteur.
Les inflorescences sont sans bractée. La corolle de la fleur est courte, très semblable à celles des espèces du genre Myosotis. Elle est pentalobée, avec cinq ovaires.
Le tube est court, de longueur comparable à celle du calice. Les anthères sont à l'intérieur du tube avec un court filament. Les grains de pollen, petits, portent une bande équatoriale épineuse.
Les stigmates se terminent par des papilles irrégulières et acérées.
Le nombre de chromosomes est 2 n = 12. Il s'agit des plus petits nombres de la famille des Boraginacées.

## Distribution
Le genre est localisé en Asie Mineure, dans le Caucase et en Sibérie occidentale. 
Il s'agit d'espèces de forêts tempérées humides.

## Liste des espèces
La liste des espèces est issue des index IPNI (International Plant Names Index), Tropicos (Index du Jardin botanique du Missouri) et du site The plant list à la date d'avril 2012. Les espèces conservées dans le genre sont en caractères gras :
- Brunnera macrophylla (Muss.Puschk. ex Adams) I.M.Johnst. (1924) - Synonymes : Anchusa myosotidiflora Lehm., Brunnera myosotidiflora (Lehm.) Steven, Myosotis macrophylla Muss.Puschk. ex Adams
  - Brunnera macrophylla var. glabrescens Gusul. (1923)
- Brunnera myosotidiflora (Lehm.) Steven (1851) : voir Brunnera macrophylla (Muss.Puschk. ex Adams) I.M.Johnst. - Synonymes : Anchusa myosotidiflora Lehm., Myosotis macrophylla Muss.Puschk. ex Adams
- Brunnera orientalis (Schenk.) I.M.Johnst. (1924) - Synonymes : Anchusa neglecta A.DC., Myosotis orientalis Schenk
  - Brunnera orientalis var. elatior Gusul. (1923)
  - Brunnera orientalis var. gracilis Gusul. (1923)
  - Brunnera orientalis var. indurata Gusul. (1923)
- Brunnera sibirica Steven (1851) - Synonymes : Anchusa myosotidiflora var. grandiflora A.DC[1]., Anchusa sibirica (Steven) Iljin

## Historique du genre
Le genre est décrit une première fois en 1851 par Christian von Steven avec deux espèces : Brunnera myosotidiflora et Brunnera sibirica
Il a dédié le genre au botaniste suisse Samuel Brunner.
Le genre est considéré par la suite comme un synonyme du genre Anchusa. 
En 1924, Ivan Murray Johnston reconnaît la spécificité de ce genre et le complète de deux espèces.
Le caractère monophylétique du genre est confirmé par les études phylogénétiques de Hartmut H. Hilger, Federico  Selvi, Alessio Papini et Massimo  Bigazzi (document en référence).

## Utilisation
La principale utilisation des plantes de ce genre est ornementale. De nombreuses variétés horticoles ont été créées et diffusées dans les pays à climat tempéré.